# Kerber (skupina)
Kerber je srbska hard rock skupina, ustanovljena leta 1981 v Nišu. Zasedba je dosegla največjo prepoznavnost v sredini osemdesetih let dvajsetega stoletja, saj je bila ena redkih, ki je ostala zvesta prvotnemu žanru in ni podlegla novemu valu, ki se je širil po takratni Jugoslaviji. Dandanes je njena popularnost omejena zlasti na srbsko govoreči del bivše države. 

## Ime
Zasedba je navdih za ime našla v grški mitologiji. Z uporabo poimenovanja za troglavega psa Kerberja, ki varuje vhod v podzemlje Hada, so želeli izpostaviti, da je njihova glasba svet, iz katerega je težko najti izhod.

## Zgodovina

### Zgodnje obdobje
Skupina Kerber je nastala leta 1981 v Nišu, ko se je poslednja zasedba skupine Top odločila, da spremeni svoje ime in se posveti predvsem ustvarjanju hard rocka. V začetnem  obdobju so bili člani deloma še vedno naklonjeni rock & rollu, vendar so kmalu zatem razvili svoj stil glasbe, ki je slonel predvsem na hard rocku in heavy metalu. Takšnemu načinu ustvarjanja so ostajali brezkompromisno zvesti vse do današnjih dni. 
Prvi večji uspeh je skupina doživela na mladinskem festivalu leta 1983 v Subotici, kjer so dosegli prepričljivo zmago ob skupni podpori strokovne žirije in občinstva. Zmaga jim je odprla vrata do prvega albuma z naslovom Nebo je malo za sve, ki je v prvem tednu doživel rekordno prodajo 10.000 primerkov. Takoj po izdaji so se člani odpravili na jugoslovansko turnejo, kjer so nastopali skupaj s tujimi zasedbami iz sveta rock & rolla, kot so Uriah Heep in Ten Years After. Turneja se je zaključila na velikem koncertu ob dnevu mladosti v Beogradu.

### 1985–1987
Leta 1985 se je zasedba odpravila v London, kjer so posneli album Ratne igre. Čas v Angliji so izkoristili za številne nastope pred angleško publiko. Med drugim so nastopali v utrdbi britanskega rock & rolla, dvorani Warehouse v Liverpoolu. Posneti album je doživel velik uspeh v domovini in skupino izstrelil v sam vrh jugoslovanske glasbene scene. Takoj po izdaji je zasedbo zapustil bobnar Zoran Stamenković, ki ga je nadomestil bobnar skupine Generacija 5 – Boban Đorđević. Tudi Đorđević v skupini ni vztrajal dolgo. Že oktobra istega leta ga je nadomestil Dragoljub Đuričić. Nova zasedba je kasneje osvojila srebrno in zlato ploščo za posneti album. V maju 1986 je bil posnet tretji album Seobe. Slednji je bil visoko ocenjen v večini glasbenih anket in ponovno uvrščen v vrh rock scene. Albumu je sledila velika turneja po mestih celotne skupne države.

### 1988–1990
V začetku leta 1988 je skupina posnela četrti album z naslovom Ljudi i bogovi. Istega leta jo je zapustil bas kitarist Zoran Žikić, ki ga je nadomestil Branko Isaković. Prihod novega člana je dobro vplival na ustvarjalno vzdušje, zato je še istega leta nastal prvi album vživo z naslovom 121288. Leto 1989 je zasedba otvorila z enim največjih koncertov na jugoslovanskih tleh. Ta se je odvijal na stadionu Železničar v domačem Nišu. Kmalu zatem so se člani odpravili v Sovjetsko zvezo in nastopili na koncertih v takratnem Leningradu in Moskvi. Posebne pozornosti so bili deležni nastopi v Jalti, kjer je skupina nastopala osem dni zapored, koncerti pa so potekali dvakrat dnevno. Leto zatem je izšel šesti album Peta strana sveta.

### Devetdeseta leta
Leta 1991 je skupina zaradi velikega uspeha ponovila koncert v Nišu. V istem letu je zasedbo zapustil že tretji bobnar Dragoljub Đuričić, ki ga je nadomestil Josip Hartl. Leto 1992 je zaznamovala večja kriza. Zasedba je za leto in pol odpovedala vse javne nastope. Vzrok za prekinitev so bile napete razmere v razpadajoči Jugoslaviji. Leta 1994 so se zasedbi pridružili novi člani: Saša Vasković, Goran Đorđević in Vladan Stanojević. V tem obdobju je skupina nekoliko spremenila svoj stil. Nekaterim glasbenim izdelkom so dodali elemente simfoničnega orkestra, za veliko presenečenje pa so poskrbeli ženski vokali. Zasedba je s posnetim materialom konec leta organizirala unplugged koncert v Narodnem gledališču Niš. Nastop se je proti koncu razvil v šov, v katerem je na odru naenkrat nastopalo več kot 100 ljudi. Naslednje leto je izšel sedmi album Zapis. Leta 1996 je skupina izvedla tri velike koncerte v največjih srbskih mestih: Novem Sadu, Prištini in domačem Nišu. Dve leti kasneje je bil v Nišu organiziran še en večji koncert. Naslednje leto je so člani nastopili kot predskupina na koncertu, ki ga je v bolgarski Sofiji izvedel ameriški zvezdnik Ronnie James Dio.

### 2000–danes
V naslednjih letih je zasedba večkrat nastopila v Nišu. Leta 2005 je bil izveden priložnostni koncert, na katerem so nastopili ustanovni člani skupine. Šlo je za enega zadnjih večjih koncertov. Od leta 2006 zasedba nastopa le še na manjših dogodkih v Srbiji.

## Diskografija

### Studijski albumi
- Nebo je malo za sve (1983)
- Ratne igre (1985)
- Seobe (1986)
- Ljudi i bogovi (1988)
- Peta strana sveta (1990)
- Zapis (1995)
- Unplugged (1998)[3]